# 천이빙
천이빙(중국어 간체자: 陈一冰, 정체자: 陳一冰, 병음: Chén Yībīng, 한자음: 진일빙, 1984년 12월 9일~)은 중화인민공화국의 체조 선수이다. 올림픽에서 금메달 3개, 은메달 1개를 획득했으며, 세계 선수권 대회 4회(2006, 2007, 2010, 2011)와 아시안 게임 2회(2006과 2010) 우승을 차지한 중국 단체전 대표팀의 일원이다.
2009년 동료 선수 옌밍윈과 2012년 하계 올림픽에서 브라질의 아르투르 자네치에게 패한 것을 제외하고는 자신의 주 종목인 링을 지배했던 선수로 세계 선수권 대회(2006, 2007, 2010년, 2011년)에서 링 부문 4연속 우승을 달성했다.

## 같이 보기
- 2012년 하계 올림픽 중국 선수단